# Новое (Щербанский сельский совет)
Новое (укр. Нове) — село, относится к Раздельнянскому району Одесской области Украины.
Население по переписи 2001 года составляло 84 человека. Почтовый индекс — 67462. Телефонный код — 4853. Занимает площадь 0,191 км². Код КОАТУУ — 5123985602.

## История
В 1945 г. Указом ПВС УССР хутор Новый Кандель переименован в Новый.

## Местный совет
67462, Одесская обл., Раздельнянский р-н, с. Щербанка